# Intipanawin
Intipanawin o Intipa Ñawin es un sitio arqueológico y el nombre de una montaña con pinturas rupestres en Perú. Está situado en el distrito de Pacllón, provincia de Bolognesi al sureste del departamento de Áncash, a una altitud de unos 3.569 metros (11.709 pies). Además del cuadro del ojo del sol, también hay cerca pinturas de llamas (Lama glama) que llaman la atención.